# Pardaleodes
Pardaleodes is een geslacht van vlinders van de familie dikkopjes (Hesperiidae), uit de onderfamilie Hesperiinae.

## Soorten
- P. bule Holland, 1896
- P. edipus (Stoll, 1781)
- P. incerta (Snellen, 1872)
- P. sator (Westwood, 1852)
- P. tibullus (Fabricius, 1793)
- P. xanthopeplus Holland, 1892